# Поёт Муслим Магомаев
Поёт Муслим Магомаев (азерб. Oxuyur Müslüm Maqomayev) — советский телефильм-концерт 1971 года производства киностудии Азербайджанфильм.

## Синопсис
Фильм рассказывает о ярком и многогранном творчестве выдающегося певца Муслима Магомаева. В фильме-концерте яркие песни из репертуара певца, в т. ч. арии из опер Евгений Онегин, Риголетто, Фауст и Шах Исмаил, кроме того в фильме-концерте показаны творческие моменты певца, страницы из жизни и его мысли о музыке и песне.

## Создатели фильма

### В ролях
Муслим Магомаев — камео
Лейла Шихлинская — Татьяна Ларина
Роберт Рождественский — поэт, камео
Василий Лановой — текст за кадром

### Административная группа
авторы сценария: Тофик Исмайлов, Игорь Богданов
режиссёр-постановщик: Тофик Исмайлов
второй режиссёр: Абдул Махмудов
оператор-постановщик: Игорь Богданов
монтажёры-постановщики: Т. Лихачёва, Ю. Фомина
художники-постановщики: Рафис Исмайлов, Надир Зейналов
художник-гримёр: В. Березняков
композитор: Полад Бюль-Бюль оглы
звукооператор: Владимир Савин
ассистенты режиссёра: Д. Асадов, Р. Сафаралиев
редакторы: К. Жданова, Эйваз Борчалы
администратор съёмочной группы: Надир Алиев (в титрах не указан)
директор фильма: А. Дудиев